# Estadi Renato Dall'Ara
L'estadi Renato Dall'Ara és un estadi de futbol, situat a la ciutat de Bolonya, capital de la regió d'Emília-Romanya, a Itàlia. És la seu habitual del Bologna Football Club.
Va ser una de les seus de les Copes del Món de 1934 i 1990.